# Палехський район
Палехський район — муніципальний район у центральній частині Івановської області Російської Федерації. Адміністративним центром району є смт. Палех.
Площа району — 853 км2. Чисельність населення — 10 884

## Географія
Палехський район межує з 5-ма районами: Шуйським, Родніковським, Лухським, Верхнєландеховським, Юзьким.

## Історія
Палехський район було створено 25 січня 1935 року.
25 лютого 2005 року в рамках адміністративно-територіальної реформи у межах району було створено 10 муніципальних утворень: 1 міське (Палехське) та 9  (Клетінське, Майдаковське, Осиновецьке, Пановське, Пеньковське, Подолинське, Раменське, Сакулинське, та Тименське) сільських поселень.
10 грудня 2009 року Майдаковське, Осиновецьке сільські поселення об'єднані у Майдаковське сільські поселення, а Клетінське, Подолинське, Раменське та Тименське сільські поселення — у Раменське сільське поселення.

## Адміністративно-територіальний поділ
Палехський муніципальний район поділяється на 6 муніципальних утворень: 1 міське та 5 сільських:
- Палехське міське поселення
- Майдаковське сільське поселення
- Пановське сільське поселення
- Пеньковське сільське поселення
- Раменське сільське поселення
- Сакулинське сільське поселення

## Населення
За даними Загальноросійського перепису населення 2010 року населення Палехського району становила 10 884 осіб, в т. ч. чоловіче — 4 915 та жіноче 5 969 осіб.

## Персоналії
- Бєлишев Олександр Вікторович (1893—1974) — комісар крейсера "Аврора"
- Буторін Дмитро Миколайович (1891—1960) — художник лакової мініатюри, заслужений діяч мистецтв РРФСР
- Горбатов Олександр Васильович (1891—1973) — радянський військовик, генерал армії, Герой Радянського Союзу
- Голіков Іван Іванович (1887—1937) — художник лакової мініатюри, заслужений діяч мистецтв РРФСР
- Дидикін Микола Васильович (1894—1975) — скульптор, заслужений діяч мистецтв РРФСР
- Зінов'єв Микола Михайлович (1888—1979) — художник лакової мініатюри, народний художник СРСР, Герой Соціалістичної Праці
- Корін Павло Дмитрович (1892—1967) — народний художник СРСР
- Парилов Микола Михайлович (1891—1962) - художник лакової мініатюри, заслужений діяч мистецтв РРФСР